# Kap McCormick
Kap McCormick ist ein Kap an der Rossmeerküste des ostantarktischen Viktorialands. Es markiert das östliche Ende der Adare-Halbinsel.
Der britische Polarforscher James Clark Ross entdeckte das Kap im Januar 1841 während seiner Antarktisexpedition (1839–1843). Er benannte es nach Robert McCormick (1800–1890), Chirurg auf dem Forschungsschiff Erebus bei dieser Reise.